# Patrick Brennan
Patrick Joseph "Paddy" Brennan (cidade desconhecida, Irlanda, 30 de julho de 1877 – cidade desconhecida, Quebec, 1 de maio de 1961) foi um jogador de lacrosse canadense. Brennan fez parte da equipe canadense que conquistou a medalha de ouro nos Jogos Olímpicos de Verão de 1908 em Londres.